# Serjania paranensis
Serjania paranensis är en kinesträdsväxtart som beskrevs av Ferrucci & Acev.-rodr.. Serjania paranensis ingår i släktet Serjania och familjen kinesträdsväxter. Inga underarter finns listade i Catalogue of Life.